# ザ・トーレスト・マン・オン・アース

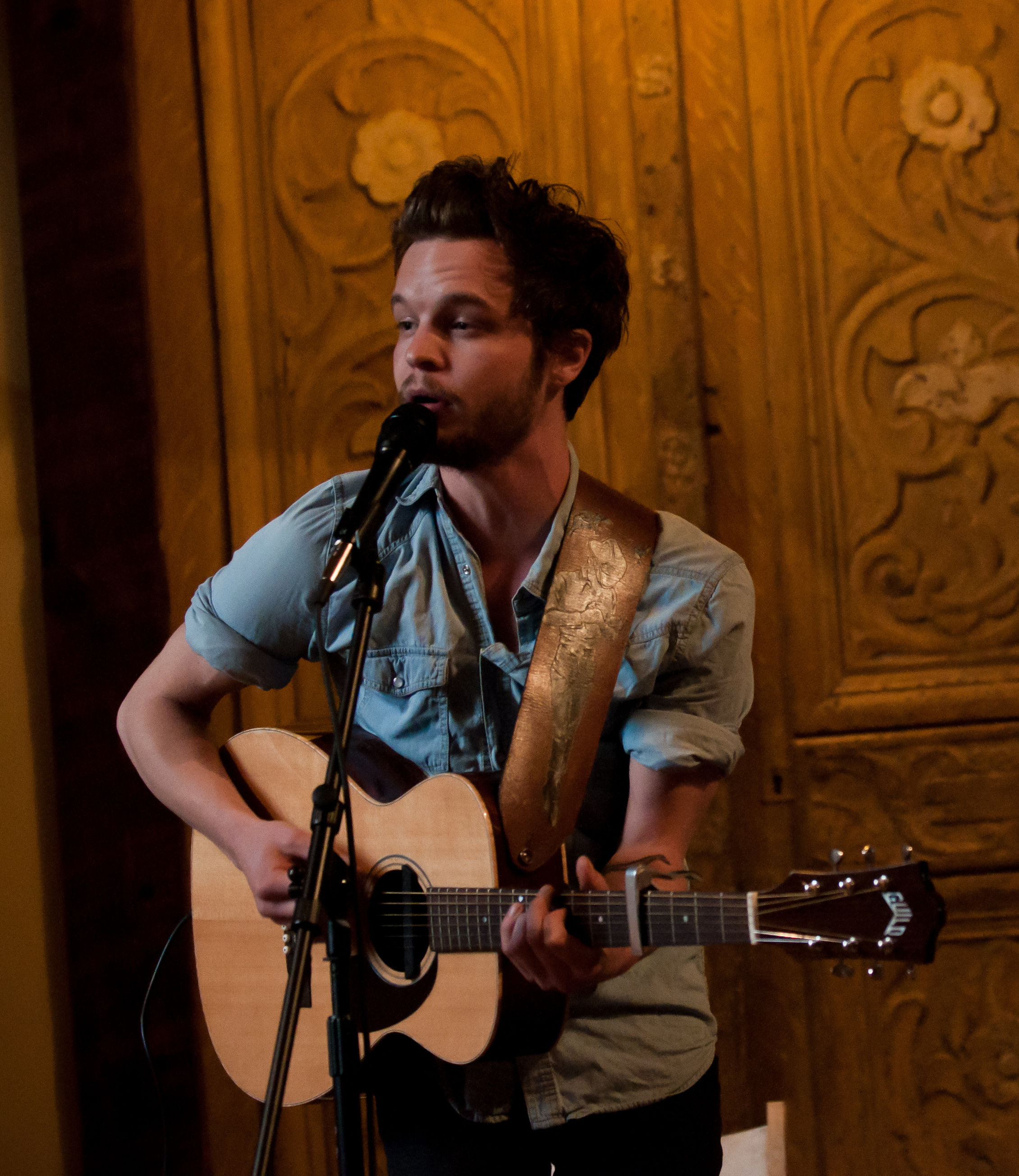
ザ・トーレスト・マン・オン・アース

ザ・トーレスト・マン・オン・アース（The Tallest Man on Earth、本名：クリスティアン・マットソン（Kristian Mattson）、1983年4月30日 - ）はスウェーデン・ダーラナ県生まれのフォーク歌手でソングライター。ギター、バンジョー、ピアノを弾き、3枚のアルバムと、2枚のEPを発表している。

## 来歴
2008年にボン・イヴェールのツアーに前座として加わったことで、多くの人が知る存在となる。初期のボブ・ディランを思わせるハスキーボイスと、アコースティックギター中心の音楽スタイルから「ボブ・ディランの再来」「スウェーデンのボブ・ディラン」ともいわれている。
日本でのデビューは、2010年の6月である。

## ディスコグラフィ

### アルバム
- Shallow Grave (2008)
- The Wild Hunt (2010)
- There's No Leaving Now (2012)

### EP
- The Tallest Man on Earth (2006)
- Sometimes the Blues Is Just a Passing Bird (2010)

### シングル
- The King of Spain; The Wild Hunt
- Pistol Dreams
- Sometimes the Blues is just a passing bird